# Darwinia apiculata
Darwinia apiculata là một loài thực vật có hoa trong Họ Đào kim nương. Loài này được N.G.Marchant mô tả khoa học đầu tiên năm 1984.